# Paul Rotha
Paul Rotha (Londres, 3 juin 1907 - Wallingford, 7 mars 1984 ) est un réalisateur, historien du cinéma et critique de cinéma britannique.

## Biographie
Il fut un collaborateur de John Grierson.

## Filmographie
- 1936 : Cover to Cover
- 1937 : Desert Outpost
- 1946 : Total War in Britain
- 1946 : Land of Promise
- 1947 : The World Is Rich
- 1951 : No Resting Place
- 1958 : Cat and Mouse
- 1961 : La Vie d'Adolf Hitler (Das Leben von Adolf Hitler)
- 1961 : Cradle of Genius
- 1962 : Overval, De